# Bitoma vittata
Bitoma vittata är en skalbaggsart som beskrevs av Schaeffer 1907. Bitoma vittata ingår i släktet Bitoma och familjen barkbaggar. Inga underarter finns listade i Catalogue of Life.